# 田齐王氏
田齐王氏世代居住北海和青州，其中北海王氏比较旺盛。战国七雄之一的齐国被秦国所灭之后，项羽封齐王田建的长孙田安为济北王，随后项羽被刘邦所灭，田安也随之失去了王位，子孙遂改姓王。这支王姓以北海郡为郡望。

## 汉代王莽家族
- 田安
  - 田安之子
    - 王遂
      - 王贺
        - 王禁
          - 王凤
          - 王曼
            - 王永
              - 王光

            - 王莽

          - 王谭
          - 王崇
          - 王商
          - 王立
          - 王根
          - 王逢时
          - 王政君，汉元帝刘奭皇后。

## 五代十国
- 王猛
  - 王永
  - 王皮
  - 王休
    - 王宪
    - 王基
    - 王镇恶
    - 王康
    - 王遵

  - 王曜